# 理明窝摩崖造像
理明窝摩崖造像，位于山东省泰安市东平县斑鸠店镇理明窝村，是中华人民共和国山东省文物保护单位之一。
1992年6月12日，授予山东省文物保护单位，是一座石窟寺及石刻。